# Wilfrid (Bischof, St Davids)
Wilfrid (auch Wilfre oder Wilfredus) († 1115) war ein walisischer Geistlicher. Ab 1085 war er Bischof von Saint David’s. Er gilt als letzter traditioneller und unabhängiger Bischof der walisischen Diözese, bevor er sich der Oberhoheit des Erzbischofs von Canterbury unterwarf.
Über die Herkunft von Wilfrid ist wenig bekannt. Trotz seines Namens war er gebürtiger Waliser. Nach dem Amtsverzicht von Bischof Sulien wurde er 1085 Bischof der Diözese St Davids. Als Bischof geriet er mit Erzbischof Anselm von Canterbury in Konflikt. Dieser beanspruchte auch über die walisischen Diözesen die geistliche Oberhoheit. Nach dem Tod von Fürst Rhys ap Tewdwr von Deheubarth 1093 hatte Wilfride keine Hoffnung mehr, sich gegen den Erzbischof von Canterbury zu behaupten, so dass er schließlich die Oberhoheit von Canterbury anerkannte. Dabei war allerdings das Verhältnis der beiden untereinander weiter ungeklärt, so dass Anselm 1095 Wilfrid suspendierte. Als es 1096 in Südwestwales zu einem walisischen Aufstand gegen die normannische Eroberung kam, unterstützte Wilfrid die Waliser, als sie Pembroke Castle belagerten. Nach der Abwehr der Belagerung plünderte daraufhin Gerald, der Kommandant der Burg 1097 die Besitzungen des Bischofs in Pebidiog. Wilfride wurde von Arnulf de Montgomery gefangen genommen, der ihn nach dem Chronisten Gerald the Welshman zwanzig Tage lang gefangen hielt. Nach der Niederschlagung des Aufstands hatte sich Wilfrid offensichtlich mit Erzbischof Anselm ausgesöhnt. Dieser verteidigte um 1100 die Rechte von Wilfrid gegen die Ansprüche der normannischen Barone in Südwales.